# Synodontis ocellifer
Synodontis ocellifer е вид лъчеперка от семейство Mochokidae. Видът не е застрашен от изчезване.

## Разпространение
Разпространен е в Бенин, Буркина Фасо, Гамбия, Гана, Гвинея, Египет, Камерун, Кот д'Ивоар, Мали, Нигер, Нигерия, Сенегал и Того.

## Описание
На дължина достигат до 49 cm.